# Lola Glaudini
Lola Glaudini (Manhattan - New York, 24 november 1971) is een Amerikaanse actrice.

## Biografie
Glaudini is geboren in de borough Manhattan van New York. Zij heeft gestudeerd aan de Bard College in Dutchess County. 
Glaudini is getrouwd en heeft uit dit huwelijk twee kinderen.

## Filmografie

### Films
Uitgezonderd korte films.
- 2020 She's in Portland - als Ellen
- 2017 A Happening of Monumental Proportions - als Lenny
- 2015 Amok - als Randy
- 2014 A Christmas Kiss II - als Mia
- 2014 That Awkward Moment – als Lois
- 2013 Killer Reality – als Barbara Gordon
- 2011 Certain Prey – als Carmel Loan
- 2010 Jack Goes Boating – als Italiaanse vrouw
- 2007 Drive Thru – als rechercheur Brenda Chase
- 2006 Invincible – als Sharon Papale
- 2004 Taste – als Giselle
- 2003 Consequence – als Eva Cruz
- 2003 7 Songs – als assistente van Josie-Micah
- 2001 Blow – als Rada
- 2000 Down to You – als voorwaardelijk vrijgelatene
- 2000 Groove – als Leyla
- 1998 Your Friends & Neighbors – als studente van Jerry
- 1996 Without a Map – als Anna

### Televisieseries
Uitgezonderd eenmalige gastrollen.
- 2018-2019 Ray Donovan - als Anita Novak - 10 afl.
- 2016-2018 Agents of S.H.I.E.L.D. - als Polly Hinton - 7 afl.
- 2015-2016 The Expanse - als kapitein Shaddid - 5 afl.
- 2014-2015 Revenge - als Susan Luke - 2 afl.
- 2010 Persons Unknown – als Kat Damatto – 13 afl.
- 2005-2006 Criminal Minds – als Elle Greenaway – 28 afl.
- 2001-2004 The Sopranos – als Deborah Ciccerone – 7 afl.
- 2003-2004 The Handler – als Heather – 16 afl.
- 1999-2000 The Magnificent Seven – als Maria de hoer – 2 afl.
- 1998-1999 NYPD Blue – als Dolores Mayo – 20 afl.
- 1997 The Visitor – als jonge Constance MacArthur – 2 afl.

### Computerspellen
- 2011 Star Wars: The Old Republic - als stem

- International Standard Name Identifier: 0000 0000 5453 7680
- Library of Congress Control Number: nr00038372
- Nederlandse Thesaurus van Auteursnamen: 252131592
- Virtual International Authority File: 7231937
- WorldCat: E39PBJrrCTqrF6vFvQQWyTD8YP